# Montagnana
Montagnana (velenceiül Montanjana) település Olaszországban, Veneto régióban, Padova megyében. Lakosainak száma 8937 fő (2023. január 1.). Montagnana Casale di Scodosia, Minerbe, Poiana Maggiore, Roveredo di Gua, Urbana, Bevilacqua, Borgo Veneto és Pressana községekkel határos.

## Népesség
A település lakossága az elmúlt években az alábbi módon változott:
| Lakosok száma | 9120 | 9026 | 8937 |
|               | 2017 | 2018 | 2023 |